# Nigaz
Nigaz is een joint venture tussen het Russische staatsgasbedrijf Gazprom EP International (Gazprom) en de Nigerian National Petroleum Corporation.
De joint venture zal volgens de plannen 2,5 miljard dollar investeren in de bouw van olie- en gasraffinaderijen, pijpleidingen en gascentrales in Nigeria. Bij de lancering van de samenwerking tijdens een bijeenkomst in Abuja met de Nigeriaanse president Umaru Yar'Adua verklaarde de Russische president Dmitri Medvedev plannen te hebben voor een grote samenwerking met Nigeria op het gebied van energie.
De naam van het bedrijf is een porte-manteau van "Nigeria" en "Gazprom" en kreeg internationale aandacht vanwege de mogelijk offensieve gelijkenis met het Engelse woord niggaz ("nikkers").